# Площадь Фигейра
Площадь Фигейра или Праса-да-Фигейра (порт. Praça da Figueira) — расположена в историческом центре Лиссабона, Португалия. Является частью Байша Помбалина — Старого города, пострадавшего во время Лиссабонского землетрясения 1755 года и позднее восстановленного. В переводе с португальского языка название означает — Площадь Фигового дерева.
Площадь появилась в XVIII веке на месте ранее существовавшего здесь Королевского госпиталя Всех святых. После землетрясения его постройки были очень сильно повреждены и в 1775 году снесены окончательно. На месте госпиталя было решено организовать рыночную площадь. В 1885 году возведён большой крытый рынок, площадью около 8 тыс. м²., просуществовавший вплоть до 1947 года.
В 1971 году на площади установлен бронзовый памятник Жуану I, королю Португалии и Алгарве, положившему начало Ависской династии. Скульптура работы архитектора Леопольдо де Алмейда изображала монарха верхом на коне. В 1999—2000 годах памятник был перенесён от середины площади к её углу для лучшего обзора.
На площадь своими фасадами в стиле Помбалино выходят четырёх- и пятиэтажные здания, занятые гостиницами, кафе и магазинами. Рядом располагаются автобусные остановки и станция метро.